# 黑马戈尔-普雷塞格塞
黑马戈尔-普雷塞格塞（德語：Hermagor-Pressegger See）是奥地利克恩顿州黑马戈尔县的一个市镇。总面积204.84平方公里，总人口7082人，人口密度34.6人/平方公里（2011年）。